# Asrul Sani

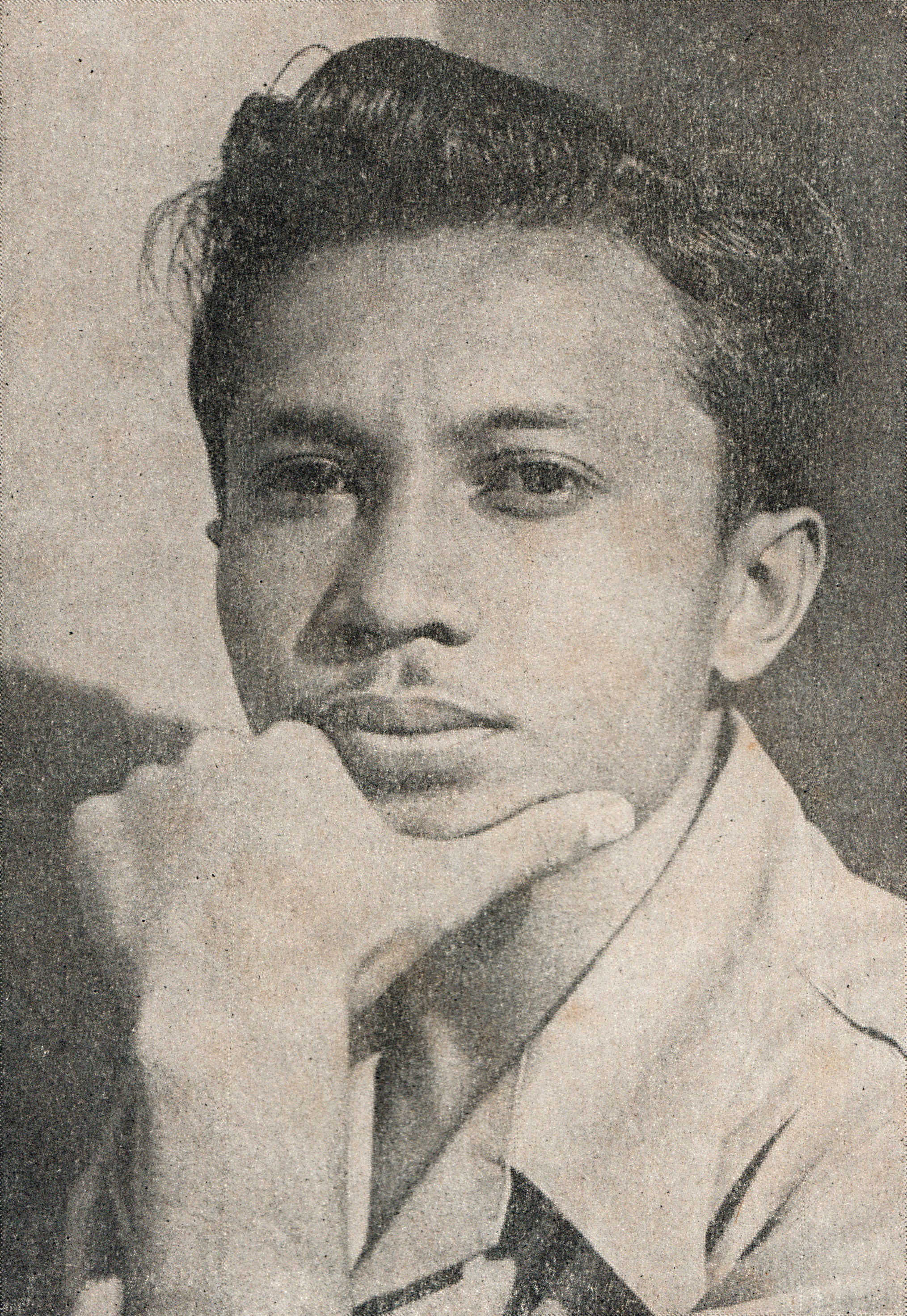
Asrul Sani

Asrul Sani (Rao, Sumatra, 10 juni 1926) is een Indonesisch essayist, dichter en schrijver van korte verhalen, was een der voorname schrijvers van de Pudjangga Baru vanaf 1945. Hij is de laatste jaren voornamelijk actief op het gebied van toneel en film.
- Bibliothèque nationale de France: cb16268081b (data)
- Digitale Bibliotheek voor de Nederlandse Letteren: sani001
- Gemeinsame Normdatei: 102469898X
- International Standard Name Identifier: 0000 0001 1447 4512
- Library of Congress Control Number: n88107823
- Nederlandse Thesaurus van Auteursnamen: 074215639
- SNAC: w66q46nf
- Système universitaire de documentation: 076394123
- Virtual International Authority File: 70479268
- WorldCat: E39PBJrGwbWdTY8Mx6V378MHG3